# Phòng thu

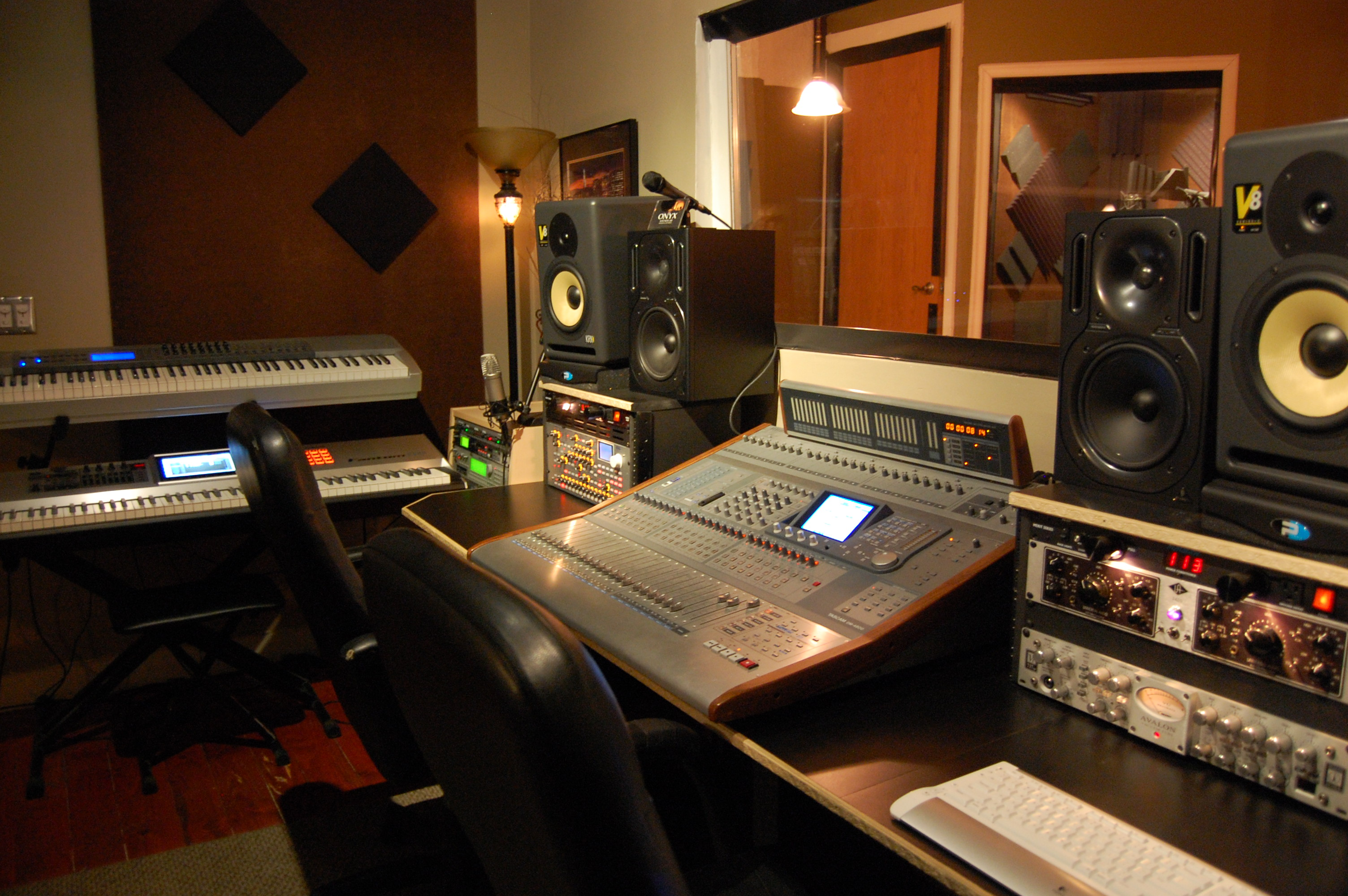
Một phòng thu âm.

Phòng thu hay phòng thu âm là căn phòng chứa các thiết bị hỗ trợ cho công việc ghi lại âm thanh. Kỹ sư âm thanh là người trực tiếp tham gia các công việc trong phòng thu âm.
Ngoài việc ghi lại âm thanh, việc xử lý hậu kỳ âm thanh đã thu được hay hòa trộn nó với các loại âm thanh khác theo các ý đồ khác nhau cũng là một trong các nhiệm vụ chủ yếu của phòng thu.
Phòng thu độc lập của một nghệ sĩ được gọi là phòng thu dự án, hoặc phòng thu tại nhà. Phòng thu hoạt động âm nhạc dưới một công ty truyền thông được gọi là hãng thu âm.